# Reminiscence
Reminiscence és una pel·lícula de thriller de ciència-ficció neo-noir nord-americana del 2021 escrita, dirigida i produïda per Lisa Joy en el seu debut com a directora. És protagonitzada per Hugh Jackman, Rebecca Ferguson, Thandiwe Newton, Cliff Curtis, Marina de Tavira i Daniel Wu, i segueix un home que utilitza una màquina que pot veure els records de la gent per intentar trobar el seu amor desaparegut. Joy també produeix juntament amb el seu marit i soci creatiu Jonathan Nolan.
Reminiscence va ser llançat per Warner Bros. Pictures als Estats Units el 20 d'agost de 2021, i un mes més tard va a la plataforma d'HBO Max. La pel·lícula va rebre crítiques diverses de la crítica, que van elogiar la seva ambició narrativa, però la van comparar desfavorablement amb obres de temàtica similar com The Maltese Falcon i Westworld. Va ser un fracas a la taquilla, va recaptar 16 milions de dòlars a tot el món contra un pressupost de 54 milions.
Ha estat subtitulada al català.

## Sinopsi
En un futur proper, el canvi climàtic ha provocat que els mars s'elevin i inundin Miami. Les temperatures extremes durant el dia han obligat la majoria de la població a viure de nit.
Nick Bannister i la seva amiga Watts operen un negoci que permet a les persones reviure records. Un dia, una clienta sense cita prèvia, la Mae, els demana ajuda per trobar les claus que li falten. Nick se sent instantàniament atret per ella; en observar els seus records d'aquella nit i descobreix que darrera hi ha una conspiració.

## Repartiment
- Hugh Jackman com as Nicholas “Nick” Bannister
- Rebecca Ferguson com a Mae
- Thandiwe Newton com a Emily "Watts" Sanders
- Cliff Curtis com a Cyrus Boothe
- Marina de Tavira com a Tamara Sylvan
- Daniel Wu com a Saint Joe
- Mojean Aria com a Sebastian Sylvan
- Brett Cullen com a Walter Sylvan
- Natalie Martinez com a Avery Castillo
- Angela Sarafyan com a Elsa Carine
- Javier Molina com a Hank
- Sam Medina com a Falks
- Norio Nishimura com a Harris
- Roxton Garcia com a Frederick “Freddie” Carine
- Nico Parker com a Zoe

## Producció
El gener de 2019, es va anunciar que Joy faria el seu debut com a directora de la pel·lícula protagonitzada per Hugh Jackman i Rebecca Ferguson. El març d'aquell mateix any es va informar que Warner Bros. havia comprat els drets de distribució. A l'agost, Thandiwe Newton es va afegir al repartiment. Daniel Wu, Angela Sarafyan, Natalie Martinez, Marina de Tavira i Cliff Curtis van ser anunciats a l'octubre. El rodatge va començar el 21 d'octubre de 2019 a Nova Orleans i Miami. L'agost de 2020, també es va revelar que la filla de Newton, Nico Parker, formava part del repartiment.